# Burgos
Burgos (spanisch [ˈbuɾɣos]) ist die 176.551 Einwohner (Stand: 2024) zählende Hauptstadt der gleichnamigen Provinz in der Autonomen Gemeinschaft Kastilien-León (Castilla y León) in Spanien. Die Großstadt liegt am Jakobsweg (Camino Francés) und am Camino del Cid.

## Toponym
Es gibt mehrere Erklärungen für den Ursprung des Ortsnamens Burgos. Die meisten weisen auf das spätlateinische burgus („Burg, Kastell“), dessen Etymologie unklar ist: Einerseits kann es ein Lehnwort des altgriechischen πύργος pyrgos („[Wach-]Turm, Burg, Burgberg“) sein oder eine späte Entlehnung aus dem germanischen burg („Burg, Turm, Stadt“) – alle drei können selbst aber auch aus einer gemeinsamen, sprachgeschichtlich älteren Vorform gebildet worden sein. Andererseits kann der Stadtname direkt vom germanischen Wort abgeleitet worden sein; einige leiten ihn sogar vom altnordischen borg („Anhöhe, Berg“) ab. Der Franziskaner Diego de Guadix († 1615) meinte, mit arabisch بورجوا borjawa („strohgedecktes Haus“) einen arabischen Ursprung zu erkennen, eine Meinung, die heute nicht mehr geteilt wird. Vegetius leitet den Namen von bergus, burgus ab, was „kleine Burg“ bedeutet. Schließlich ist die Rede von einer Burg, die zum Synonym der sich daraus entwickelnden Stadt wurde.

## Lage und Klima
Die Stadt Burgos liegt auf beiden Ufern des Río Arlanzón, einem Nebenfluss des Duero, in einer Höhe von ca. 855 m im Nordosten der Iberischen Meseta. Die spanische Hauptstadt Madrid ist etwa 250 km (Fahrtstrecke) in südlicher Richtung entfernt; die kantabrische Hafen- und Industriestadt Santander liegt ca. 130 km (Luftlinie) nördlich. Das Klima im Winter ist kalt, im Sommer dagegen warm bis heiß; der eher spärliche Regen (ca. 575 mm/Jahr) fällt – mit Ausnahme der Sommermonate – übers Jahr verteilt.

## Bevölkerungsentwicklung
| Jahr      | 1857   | 1900   | 1950   | 2000    | 2017    |
| Einwohner | 26.086 | 30.167 | 74.063 | 163.360 | 175.623 |

Der kontinuierliche und deutliche Bevölkerungsanstieg seit dem 19. Jahrhundert ist ganz wesentlich auf die Mechanisierung der Landwirtschaft, die Aufgabe bäuerlicher Kleinbetriebe und den daraus resultierenden Mangel an Arbeitsplätzen auf dem Land sowie die Abwanderung vieler Familien in die größeren Städte zurückzuführen (Landflucht). Auch wurden immer wieder kleinere Gemeinden in der näheren Umgebung der Stadt eingemeindet.

## Wirtschaft
Seit dem Mittelalter ist Burgos ein wichtiges Wirtschaftszentrum im Norden Spaniens. Im 20. Jahrhundert gab es eine starke Industrialisierung, besonders mit der Schaffung großer Industriegebiete in den 70er Jahren. Heute ist Burgos eine vorwiegend industrielle Stadt, aber der stetig wachsende Dienstleistungsbereich hat Belegung und Entwicklung erhöht. In Burgos sind einige der Unternehmen mit dem höchsten Umsatz von Kastilien und Leon angesiedelt, etwa Grupo Antolin, Campofrío oder San Miguel. Der Werkzeugmaschinenbauer Nicolás Correa hat in Burgos seinen Hauptsitz.

### Verkehr
Burgos liegt an der Bahnstrecke Madrid–Hendaye.

## Geschichte

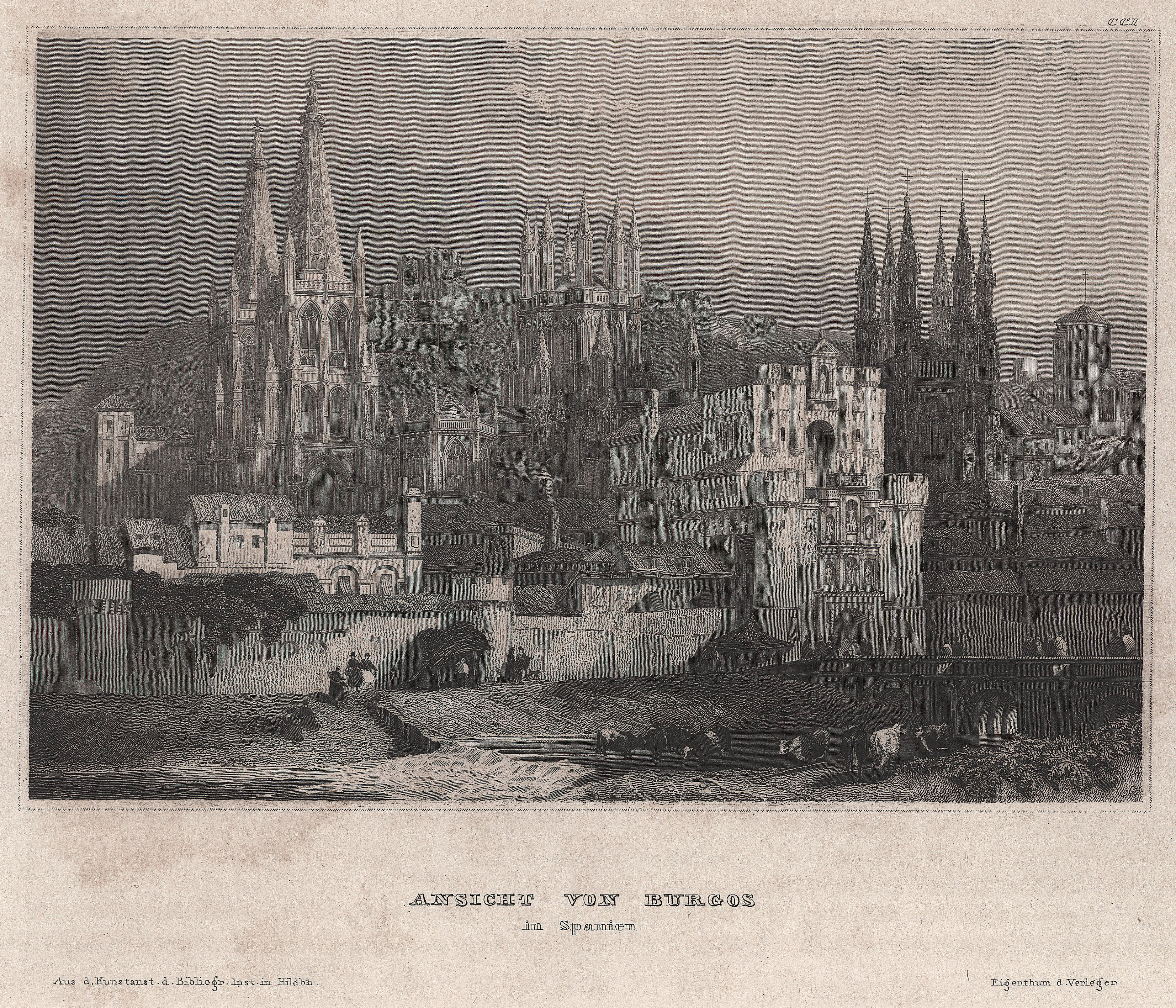
Ansicht von Burgos 1838

Erste Siedlungsspuren auf der die Stadt beherrschenden Hügelkette von San Miguel stammen aus dem Neolithikum, die erste dauerhafte Besiedlung bildete ein Oppidum aus der Eisenzeit (700–500 v. Chr.), das sich an der Stelle der heutigen Ruine des Castillo de Burgos befand. In römischer Zeit lag die Gegend an der Verbindungsstraße zwischen Asturica Augusta (Astorga) und Burdigala (Bordeaux), doch fehlen Spuren einer größeren Ansiedlung. Im 7./8. Jahrhundert wurde das Gebiet um Burgos von den Königen von Asturien aus den Händen der Mauren zurückerobert. Eine Burg wurde im Jahr 884 vom kastilischen Grafen Diego Rodríguez Porcelos auf Befehl des Königs Alfons III. von Asturien als wichtige Befestigung im Kampf gegen die Mauren errichtet. Im Jahr 931 ernannte Fernán González, der erste vom Königreich León unabhängige Graf von Kastilien, Burgos zur Hauptstadt seines Herrschaftsgebiets. Burgos stieg im 11. Jahrhundert zur Krönungsstadt der Könige von Kastilien auf, was ihre besondere Bedeutung unterstreicht. Aus der unmittelbaren Nachbarschaft der Stadt stammte auch der bekannteste spanische Held des Mittelalters, Rodrigo Díaz de Vivar, genannt El Cid, der zusammen mit seiner Frau Jimena in der erst später erbauten Kathedrale von Burgos begraben liegt. Nach der Eroberung Toledos durch Alfons VI. (1085) verlor sich die Bedeutung von Burgos ein wenig, doch blieb die Stadt ein bedeutendes wirtschaftliches, kulturelles und politisches Zentrum im Norden Spaniens. Der Convento de San Pablo war ein 1224 gegründetes Dominikanerkloster, das bis 1835 bestand. In ihm wurde der jüdische Konvertit und Bischof von Burgos Paulus de Santa Maria 1435 begraben.
Während des Spanischen Bürgerkriegs war Burgos die Basis von General Francos nationalistischer Regierung.
Bei einem Bombenanschlag am 29. Juli 2009 wurden vor einer Polizeikaserne gegen 4 Uhr Dutzende Menschen verletzt und umliegende Häuser schwer beschädigt. Der Anschlag wurde mit einem mit Sprengstoff präparierten Fahrzeug verübt und wird der Eta zugeschrieben.

## Sport
Der Verein Club Deportivo Balonmano Burgos spielt Handball in Spaniens 2. Liga.

## Sehenswürdigkeiten

### Bauwerke
- Wichtigster Sakralbau der Stadt ist die gotische Kathedrale.
- Daneben gibt es zahlreiche weitere Kirchen und Klöster.
- Der Arco de Santa María und die Casa del Cordón sind die bedeutendsten Profanbauten der Stadt.
- Palacio de Capitanía General (Burgos)

### Museen
- Zentrum für zeitgenössische Kunst Burgos
- Museo de Burgos
- Museo de la Evolución Humana

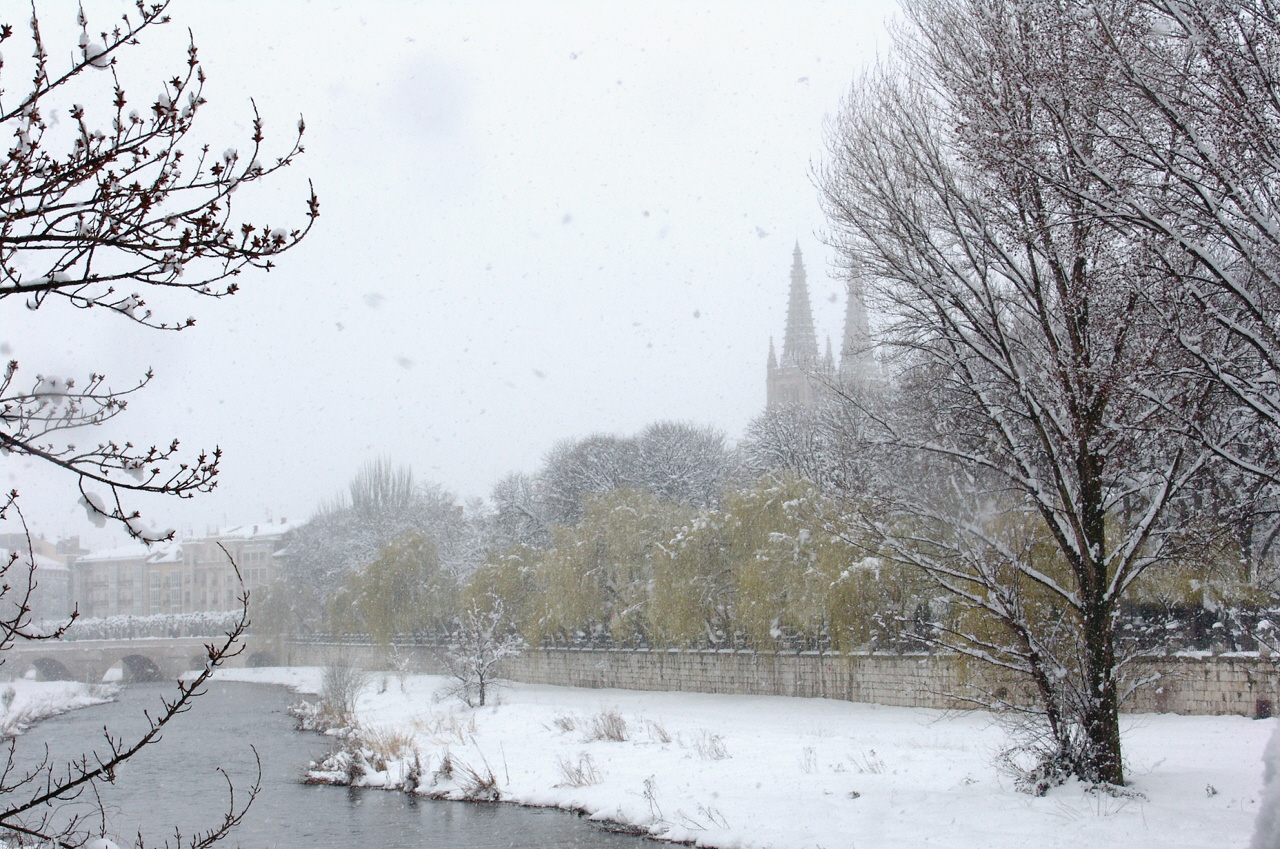
Río Arlanzón, im Hintergrund die Türme der Kathedrale
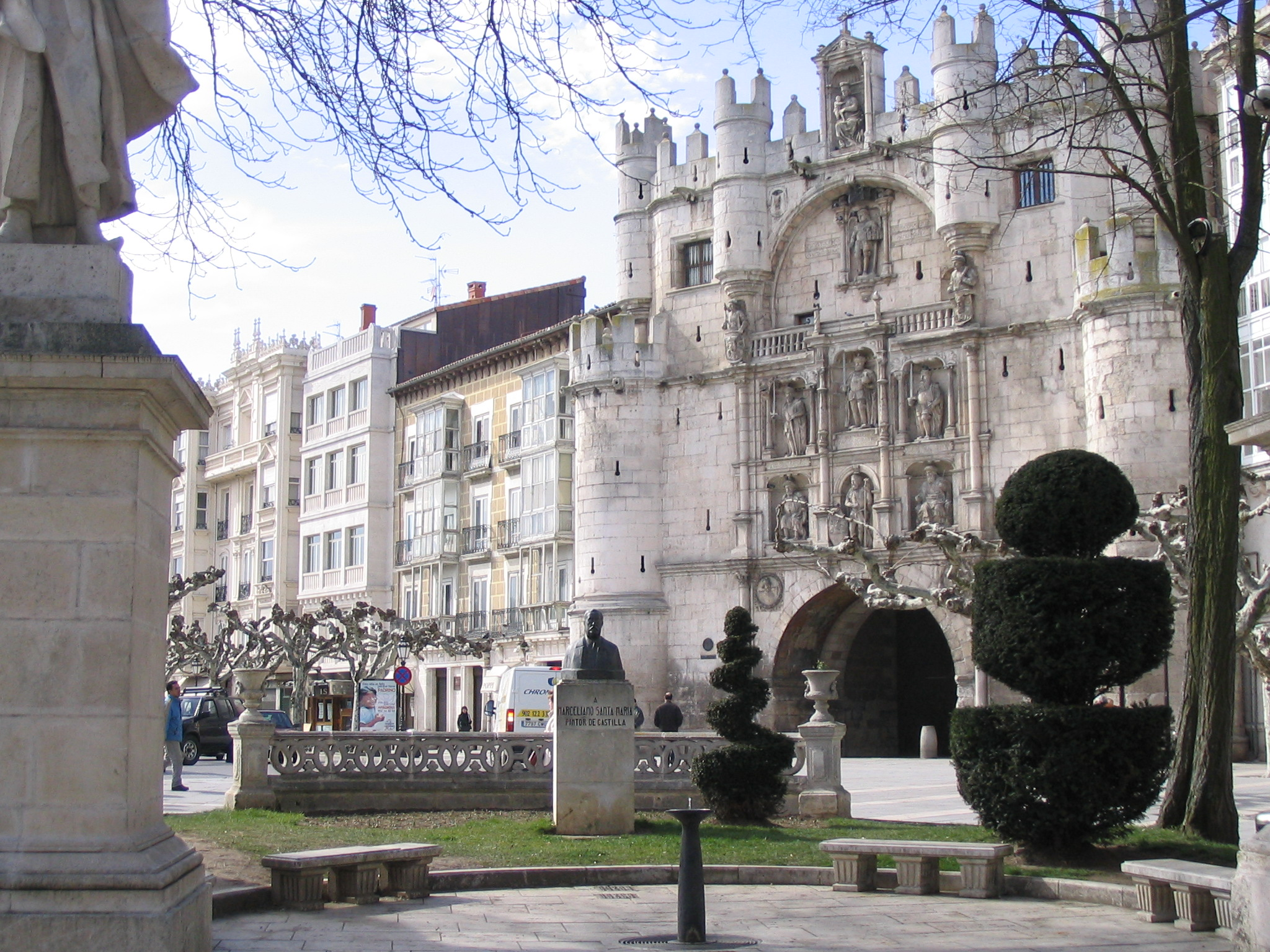
Arco de Santa María, Stadttor am Río Arlanzón
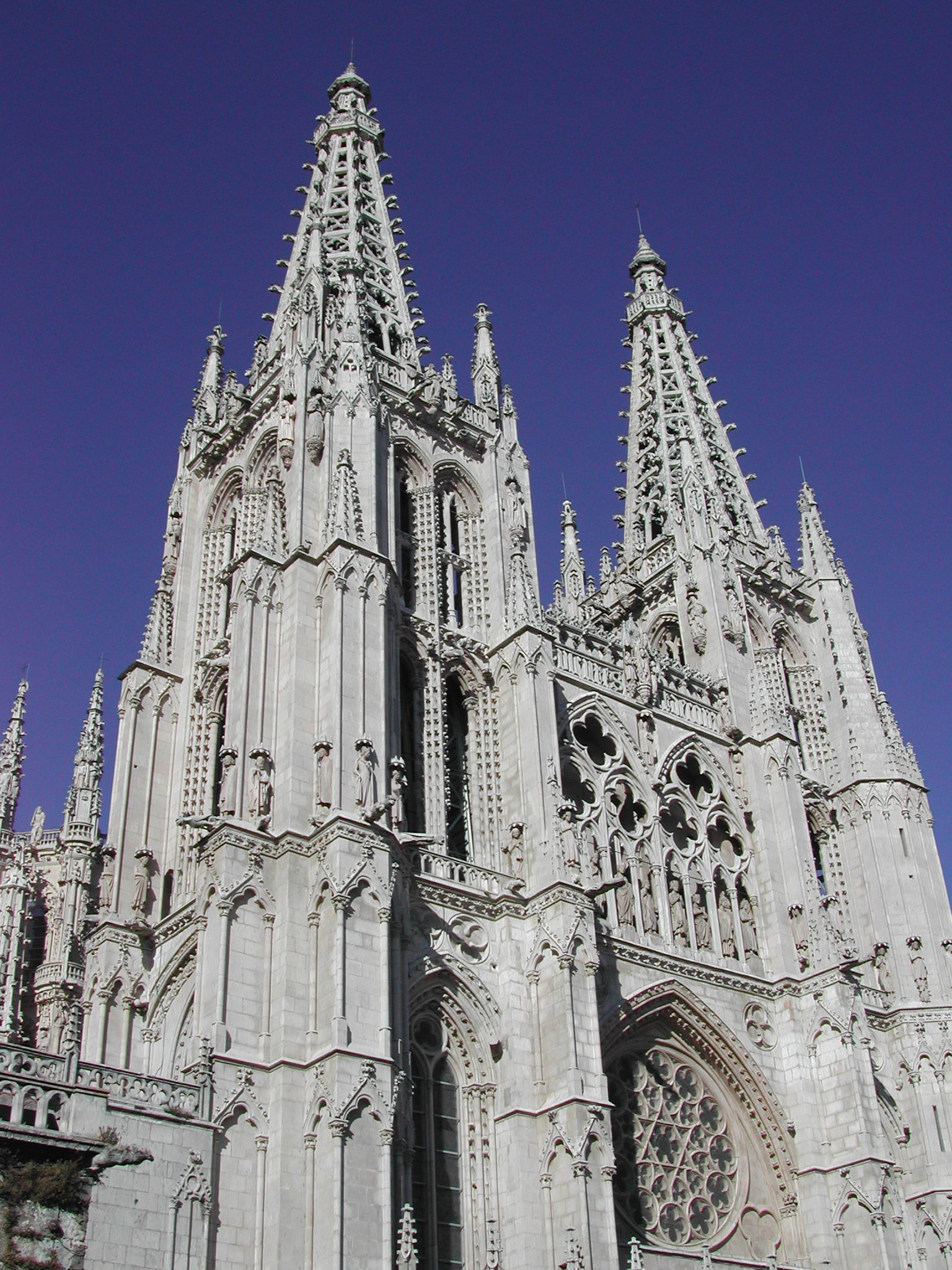
Kathedrale von Burgos
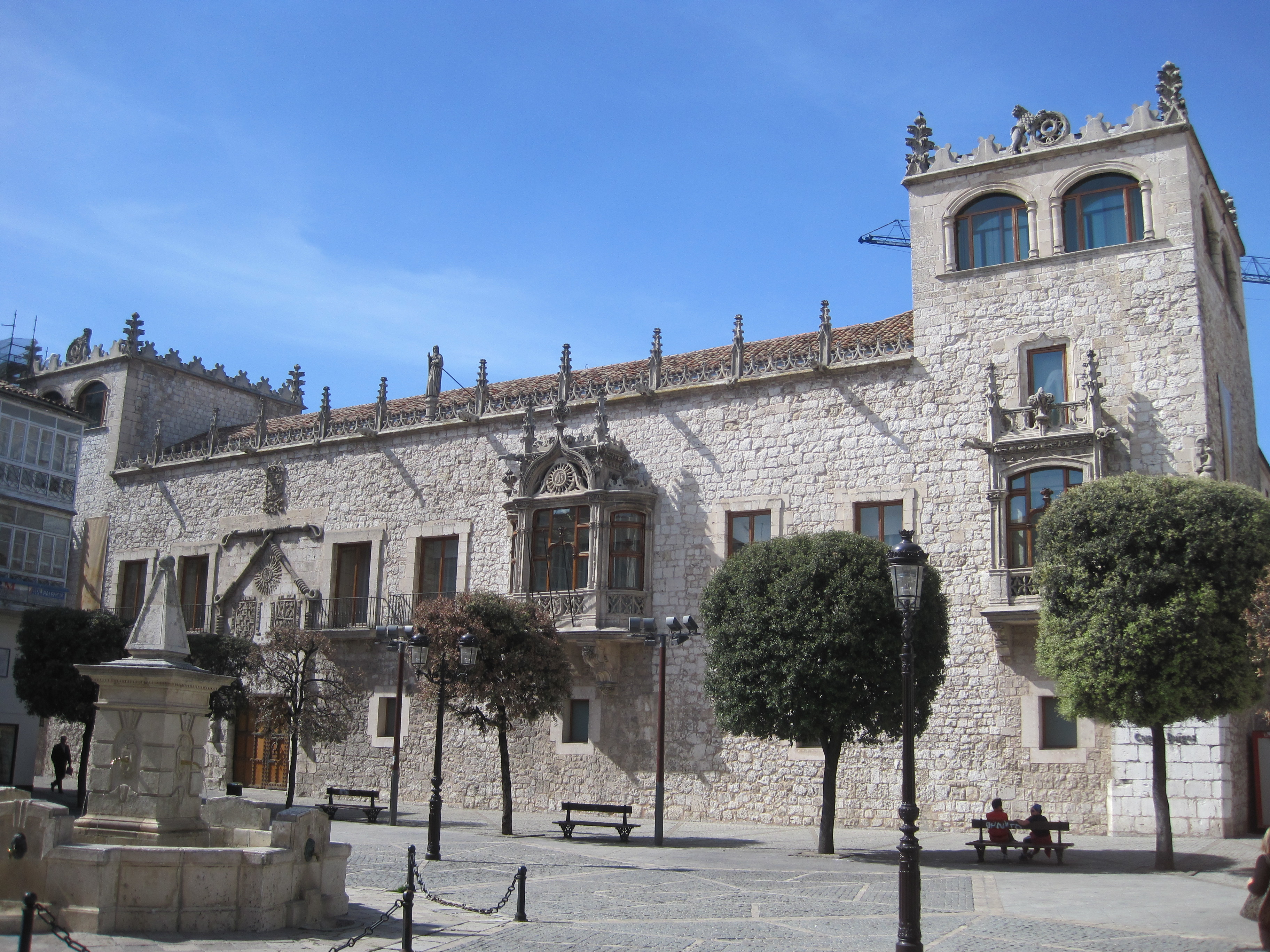
„Casa Del Cordón“, Südfassade an der „Plaza de la Libertad“
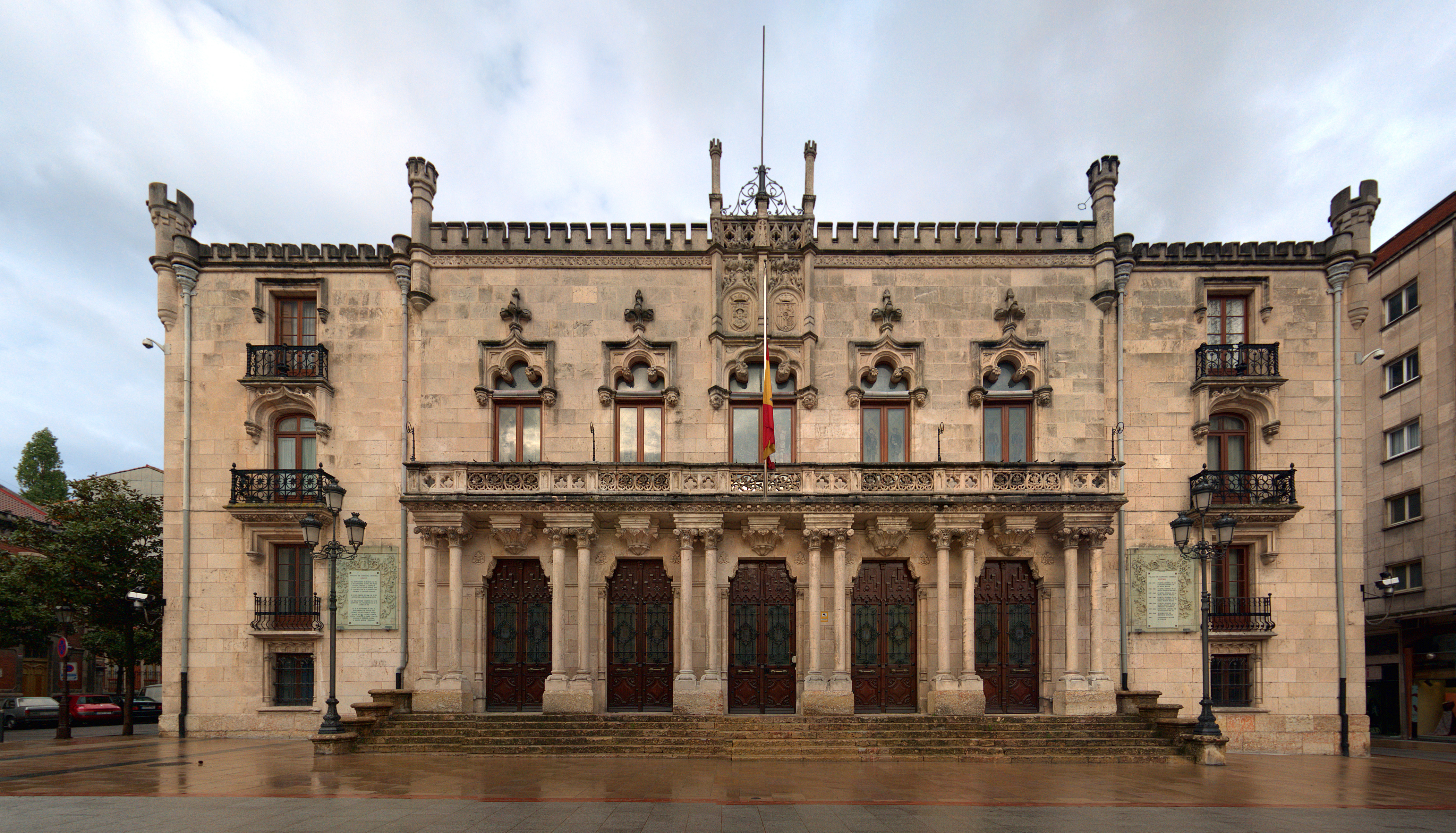
Burgos, Palacio de Capitanía General (Burgos)
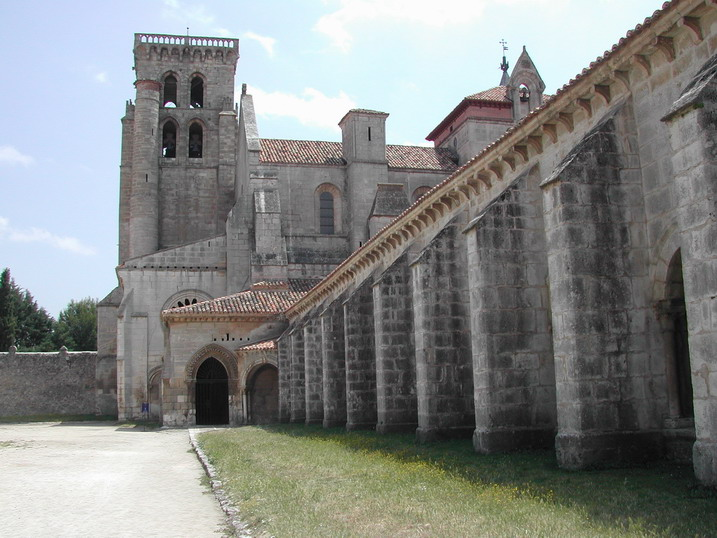
Kloster Las Huelgas, Nordseite
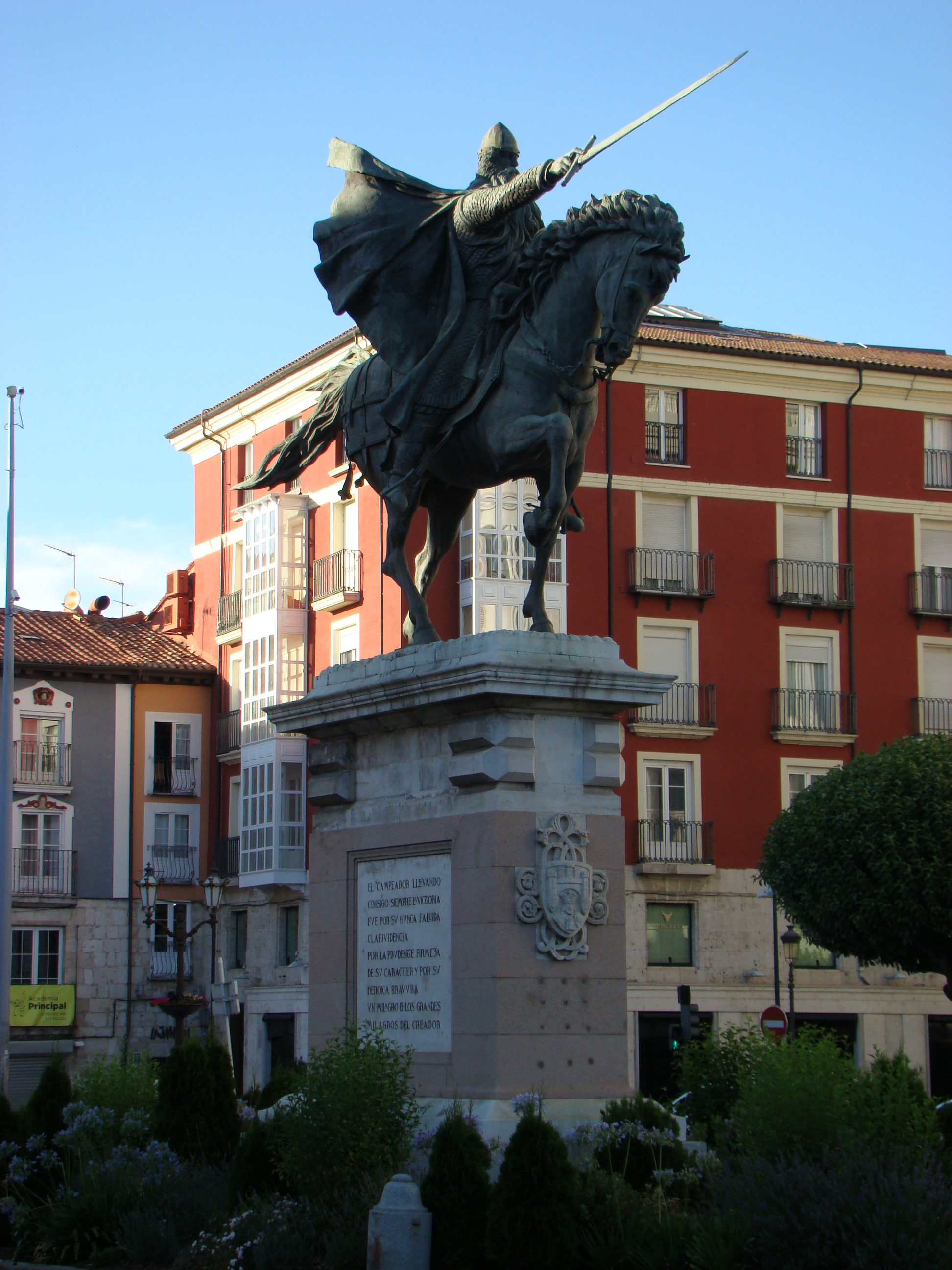
Statue des Cid
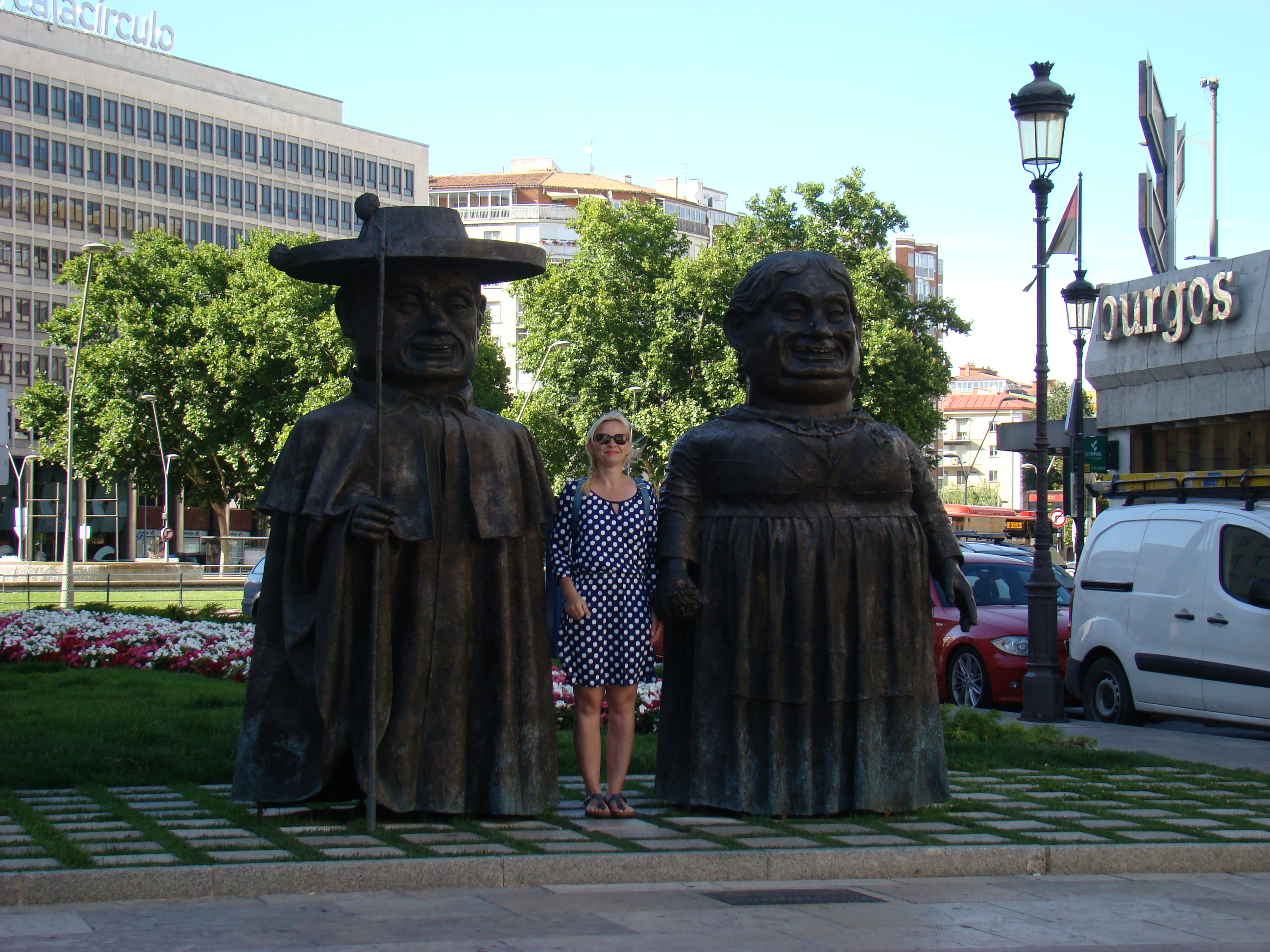
„Los Gigantillos“ de Burgos

## Städtepartnerschaften
- Brügge (Belgien)
- Loudun und Pessac (Frankreich)
- San Juan de los Lagos und Morelia (Mexiko)
- Valencia (Spanien)
- Vicenza (Italien)
- Settat (Marokko)

## Kulinarisches
In Burgos erhältlich ist eine Blutwurst Morcilla de Burgos, die aus Blut, Fett und Reis hergestellt wird. Der Queso de Burgos ist ein Frischkäse aus Schafmilch.

## Persönlichkeiten
- Lesmes von Burgos (um 1030–1097), Abt und Heiliger
- Abner von Burgos (1270–1347), Arzt und Philosoph
- Pedro de Lerma (um 1461–1541), Theologe und erster Kanzler der Universität Alcalá
- Francisco de Vitoria OP (um 1483–1546), Begründer der Schule von Salamanca
- Francisco de Salinas (1513–1590), Musiker, Organist, Musiktheoretiker
- Francisco de Enzinas (um 1518–1552), Humanist
- Diego de Enzinas (um 1520–1547), Protestant
- Alonso de Salazar y Frías (um 1564–1635), Kirchenrechtler, Priester und Inquisitor
- Julián Oñate (1840–1899), Kunstmaler
- Victoriano Crémer Alonso (1906/1907–2009), Schriftsteller und Journalist
- Fernando García Cadiñanos (* 1968), römisch-katholischer Geistlicher, Bischof von Mondoñedo-Ferrol
- Francisco Javier Abad (* 1981), Mittelstreckenläufer
- Diego Ruiz (* 1982), Mittelstreckenläufer
- Jesús Gómez (* 1991), Leichtathlet
- Daniel Arce (* 1992), Leichtathlet
- David Pérez Sanz (* 1994), Tennisspieler
- Eva Santidrián (* 2000), Sprinterin
- Nicolás Álvarez Varona (* 2001), Tennisspieler
- Mario Mansilla Díez (* 2002), Tennisspieler